# Aprostocetus eucalypti
Aprostocetus eucalypti är en stekelart som först beskrevs av Girault 1929.  Aprostocetus eucalypti ingår i släktet Aprostocetus och familjen finglanssteklar. Inga underarter finns listade i Catalogue of Life.